# Matronej
Matronej (srednjovjekovno-latinslki: „matroneum“, od: matrona - gospođa) je naziv za prostor u ranokršćanskim i srednjovjekovnim crkvama određen za žene (locus mulierum).
Već najstarije kršćanske crkve imale su dijelove određena za žene.
U kasnijim bazilikama (npr. sv. Demetrije, Solun, 7. st.), za žene je bila određena galerija (empora) sagrađena iznad pobočnih brodova crkve. 
U crkvama s centralnim tlocrtom ta galerija teče u obliku prstena oko središnjega prostora (npr. Crkva sv. Donata u Zadru).
Takve galerije, tj. tribine, grade se i kasnije u crkvama, ali više nemaju prvobitnu namjenu matroneja.